# Gótarzés II.
Gótarzés II. (? – 51 n. l.) byl parthský velkokrál z rodu Arsakovců panující v letech 43/44–51. Podle K. Schippmanna byl synem Vonóna, bratra krále Artabana II., a tedy bratrancem Artabanova nástupce Vardana.
Moc získal po krvavé válce s Vardanem, přičemž jeho sféra vlivu se zpočátku nacházela v Hyrkánii na východě říše. Během bojů byl Vardanés roku 45 zavražděn. Gótarzovi se částečně podařilo upevnit postavení ústřední vlády, ale již roku 48 mu vyvstal nový protivník – Římany podporovaný Meherdatés, syn krále Vonóna I. Gótarzés ho porazil v roce 49 v Kurdistánu a na potupu mu dal uříznout obě uši. Je sporné, zda toto vítězství znázorňuje známý reliéf na Behistunské skále – někteří badatelé ztotožňují zde zmíněného Gótarza s Gótarzem II., jiní to popírají.
V čele říše stál pak Gótarzés už jen dva roky, než podle Tacita zemřel na nemoc. Flavius Iosephus však tvrdí, že byl zavražděn stejně jako jeho předchůdce.